# Dusona lineola
Dusona lineola är en stekelart som först beskrevs av Carlos Schrottky 1902.  Dusona lineola ingår i släktet Dusona och familjen brokparasitsteklar. Inga underarter finns listade i Catalogue of Life.